# 私のペットはウシのパール
私のペットはウシのパール（わたしのペットはウシのパール、スウェーデン語: Kajsas ko）は、スウェーデンのテレビ局SVTが1999年に制作した児童向けテレビ映画である。

## 物語
カイサは父と海岸に出かける途中で立ち寄った家畜品評会のくじで牛のパールを当てる。かねてからペットを飼うことを熱望していたカイサは、渋る父を説得し、パールを家に連れ帰る。二人は悪戦苦闘しながらも給餌や搾乳をこなし、牛の飼育に慣れていく。しかしやがてカイサは、住宅地という異質な環境での生活がパールに強いた負担の大きさを悟ることになる。
本作の脚本を担当したマツ・アーネ・ラーソン(Mats-Arne Larsson)は劇場を中心に活動するスウェーデンの作家であるが、児童向けの作品もあり、本作はその一つである。

## 配役
- カイサ - アナ・クララ・ハグベルグ（永井杏）
- パパ - トマス・ノルストレーム（大川透）
- パール - 36 Rölleka：牛

パールを演じた牛はRödkullaと呼ばれるスウェーデン固有の赤牛で、演技の訓練を受けた後に本作に出演した。

## 公開
制作局であるSVTでは1999年12月に最初の放送が行われ、その後は繰り返し再放送が行われている。スウェーデンでは2003年にDVDが発売された。
| 国           | 題名                     | 放送局名       | 放送日                          |
| ------------ | ------------------------ | -------------- | ------------------------------- |
| スウェーデン | Kajsas ko                | SVT            | 1999年12月                      |
| デンマーク   | Kajsas ko                | DR1            | 2000年 2004年                   |
| ノルウェー   | Kajsas ku                | NRK1           | 2004年1月                       |
| アイスランド | Kajsa og kýrin           | RÚV Sjónvarpið | 1999年12月 2001年6月 2008年11月 |
| 日本         | 私のペットはウシのパール | NHK 教育       | 2004年1月 2004年12月            |

## 受賞歴
- 2001年北欧児童メディアフェスティバル[3]